# Teresa Smolińska
Teresa Janina Smolińska (ur. 1950 w Kostowie) – polska folklorystka, literaturoznawczyni, kulturoznawczyni, etnolożka, śląskoznawczyni, doktor habilitowana nauk humanistycznych w dyscyplinie literaturoznawstwo, profesor Uniwersytetu Opolskiego (UO).

## Życiorys
Ukończyła filologię polską na Wydziale Filologiczno-Historycznym Wyższej Szkoły Pedagogicznej im. Powstańców Śląskich (WSP) w Opolu (1973), na tym Wydziale obroniła pracę doktorską pt.Charakterystyka gawędziarstwa ludowego we współczesnej kulturze polskiej (1983) i habilitowała się na podstawie dorobku i książki Rodzina o sobie. Folklorystyczny aspekt rodzinnej tradycji kulturowej (1993). Od 1974 r. zatrudniona w Katedrze Folklorystyki Instytutu Filologii Polskiej UO. Kierowniczka Katedry Folklorystyki i Kulturoznawstwa UO (1996–2016), wicedyrektorka Instytutu Filologii Polskiej UO (1993–1996). Członkini Prezydium Komitetu Nauk Etnologicznych (KNE) Polskiej Akademii Nauk (PAN) (2015-2019).
Członkini Zarządu Głównego Polskiego Towarzystwa Ludoznawczego (PTL) (1989–2019), wiceprezeska PTL (1996 –1999, 2002–2015). Współpracuje ze słowackimi etnologami oraz folklorystami, wraz z nimi realizuje projekty naukowe.

## Zainteresowania badawcze
Folklor polski i słowiański, regionalizm, pogranicza etniczne, kultura ludowa (tradycyjna i współczesna), religijność i pobożność ludowa, niematerialne dziedzictwo kulturowe; tradycje kolędnicze w procesie przemian, stereotypowe portrety „obcych” (przykład Słowacji i Słowaków). Współpracuje ze społecznościami lokalnymi (m.in. na Górnym Śląsku), twórcami ludowymi, zespołami folklorystycznymi, instytucjami kultury.

## Pełnione funkcje
- członkini Komitetu Nauk Etnologicznych PAN (od 2011)[11]
- przewodnicząca Komisji Folklorystycznej KNE PAN (2011–2023)[12]
- członkini Polsko-Słowackiej Komisji Nauk Humanistycznych przy Ministerstwie Nauki i Szkolnictwa Wyższego (od 2004)[8]
- członkini Prezydium Międzynarodowej Organizacji Sztuki Ludowej (International Organization of Folk Art – IOV) Sekcja Polska (od 2015)[13]
- członkini Rady Programowej Opolskiego Oddziału Stowarzyszenia Twórców Ludowych (STL) (od 1980)
- wiceprzewodnicząca Rady Głównej STL w Lublinie (od 2009)
- członkini Rady Muzeum przy Muzeum Wsi Opolskiej w Opolu (od 1998)
- członkini Rady Naukowej Instytutu im. Oskara Kolberga (od 2012)[8]

## Odznaczenia i medale
- Odznaka „Zasłużony Działacz Kultury” (1982)
- Brązowy Krzyż Zasługi (1986)
- Odznaka „Zasłużony dla ruchu regionalnego” (1988)
- Medal Komisji Edukacji Narodowej (1996)
- Nagroda i Medal im. Zygmunta Glogera (1999)[14]
- Nagroda i Medal im. Wojciecha Korfantego (2000)[15]
- Złoty Krzyż Zasługi (2002)
- Odznaka honorowa Ministra Kultury i Dziedzictwa Narodowego Zasłużony dla Kultury Polskiej (2007)
- Srebrny Medal „Zasłużony Kulturze Gloria Artis” (2010)[16]
- Medal Mickiewicz – Puszkin (2010)[17]
- Nagroda Honorowa Ziemi Gogolińskiej – Statuetka Karolinki (2017)
- Medal im. Mariana Mikuty „Zasłużonemu dla Kultury Teatralnej” (2019)[18].

## Wybrane publikacje

### Książki[19]
- 1986 Jo wóm trocha połosprawiom … Współcześni gawędziarze ludowi na Śląsku. Opole: Instytut Śląski.
- 1987 Z wybranych problemów dawnej i współczesnej sztuki opowiadania. Opole: Wydawnictwo WSP w Opolu.
- 1989 Jak starka swego Zeflika na powstanie wysłała. Ludowe opowieści powstańcze. Katowice: Śląski Instytut Naukowy.
- 1992 Rodzina o sobie. Folklorystyczny aspekt rodzinnej tradycji kulturowej. Opole: „Zeszyty Naukowe WSP” w Opolu.

### Prace pod redakcją[8]
- 2002 Z dziejów i dorobku folklorystyki śląskiej (do 1939 roku). Opole: Wydawnictwo UO [wraz z J. Pośpiechem].
- 2004 Pobożność ludowa w życiu liturgiczno-religijnym i w kulturze. Opole: Wydział Teologiczny UO [wraz z ks. R. Pierskałą].
- 2010 Między kulturą ludową a masową. Historia, teraźniejszość i perspektywy badań, red. nauk.…, Kraków – Opole: Wydawnictwo „Scriptum”.
- 2011 Nowe konteksty badań folklorystycznych. Wrocław: Polskie Towarzystwo Ludoznawcze [wraz z J. Hajduk-Nijakowską].

### Artykuły[8]
- 2004 Współczesne kolędowanie bożonarodzeniowe. Między misterium a widowiskiem. [W:] Pobożność ludowa w życiu liturgiczno-religijnym i w kulturze. Red. ks. R. Pierskała, T. Smolińska. Opole: Wydział Teologiczny UO, s. 215–230.
- 2011 Współczesny homo narrans. Wyzwanie dla badaczy folkloru. [W:] Nowe konteksty badań folklorystycznych. Red. J. Hajduk-Nijakowska, T. Smolińska. Wrocław: Polskie Towarzystwo Ludoznawcze, s. 105–129.
- 2011 „Nowe” tradycje w obrzędowości dorocznej na Górnym Śląsku. [W:] Tradycja w kontekstach kulturowych. T. 4. Red. J. Adamowski, M. Wójcicka. Lublin: Wyd. Uniwersytetu Marii Curie-Skłodowskiej, s. 189–202.
- 2014 W kręgu inspiracji badawczych Profesora Józefa Burszty: od folkloru do folkloryzmu. [W:] Od etnografii wsi do antropologii współczesności. Tom dedykowany pamięci Profesora Józefa Burszty w setną rocznicę urodzin. Red. W. Dohnal. Poznań: KNE PAN, Instytut im. Oskara Kolberga, s. 209–239.
- 2015 Contemporary Ritual Spectacles In the Streets of Polish Cities. „Slovenský Národopis/ Slovak Ethnology”, č. 2, s. 116–132.
- 2015 Researches of Culture Confronted with the „Treasures of Culinary Heritage” in Upper Silesia as Described in the Most Recent Cookbooks. „Łódzkie Studia Etnograficzne”, t. 54, s. 164–194.
- 2015 Miejsce Oskara Kolberga w badaniach śląskoznawczych, [w:] Ja daję właśnie materiał… O dziele Oskara Kolberga w dwusetną rocznicę jego urodzin. Red. E. Antyborzec. Poznań: Instytut im. Oskara Kolberga, s. 473–489.
- 2015 Stereotypy Słowaków w kulturze polskiej. [W:] Słowacy – Historia i kultura. Red. R. Stoličná, Z. Kłodnicki. Szreniawa: Wyd. Muzeum Narodowe Rolnictwa i Przemysłu Rolno-Spożywczego w Szreniawie, s. 61–78.
- 2018 Stół weselny na Górnym Śląsku w procesie przemian. [W:] Dziedzictwo kulinarne w kontekstach tradycyjnych i współczesnych. Red. J. Adamowski, M. Tymochowicz. Lublin: Muzeum Lubelskie, s. 75–89.
- 2020 Současná kulturní tradice Němců ve Slezsku: vstříc folklorismu. „Národopisná Revue”, nr 4, s. 275–284.